# Divisione Nord-Sud
La suddivisione del mondo in Nord e Sud, in funzione del suo sviluppo socioeconomico, e l'uso di questi termini per una descrizione geopolitica, sono una costruzione geopolitica che avviene prima di tutto negli USA nel secondo dopoguerra, utilizzando il testo di Josué de Castro "Geopolitica della Fame". Questo libro fa seguito al discorso di Truman del 1947 dove annuncia che gli USA combatteranno in tutto il mondo la povertà e il sottosviluppo perché questo produce popolazioni scontente e sensibili quindi alle "sirene" dei comunisti. 
Nasce così questa costruzione che si trasformerà in una rappresentazione geografica Nord vs. Sud. Il primo utilizzo di Global South in senso politico contemporaneo è stato nel 1969 da Carl Oglesby, scrivendo sulla rivista cattolica Commonweal in un numero speciale sulla guerra del Vietnam. Oglesby sosteneva che secoli di "dominio del nord sul sud globale […] [sono] confluiti […] per produrre un ordine sociale intollerabile". Arriverà poi nel 1980 il titolo del rapporto della commissione presieduta  da Willy Brandt, sullo sviluppo internazionale, ed oggi fa parte del linguaggio delle Nazioni Unite.

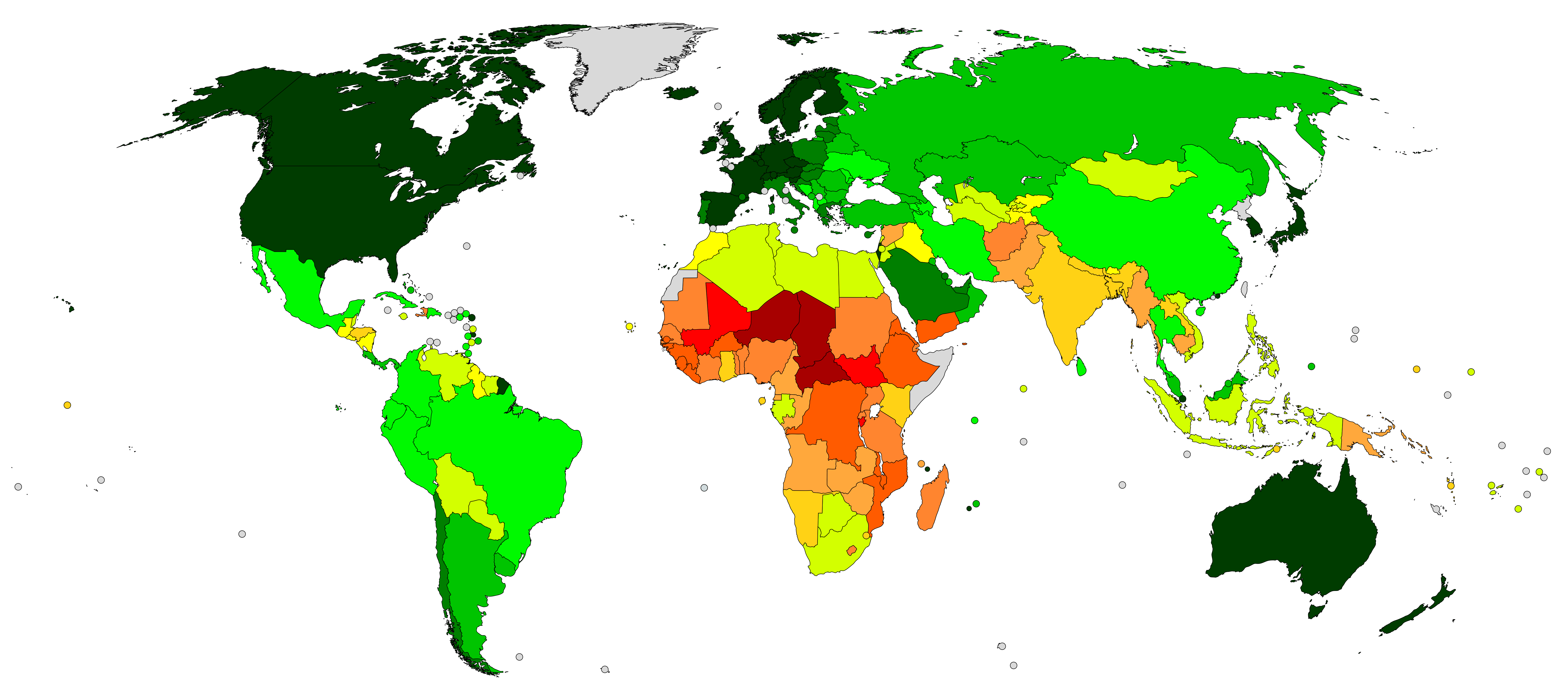
Mappa dell'indice di sviluppo umano per quartili (Report 2020, basato su dati 2019)

| ≥ 0.900 0.850–0.899 0.800–0.849 0.750–0.799 0.700–0.749 | 0.650–0.699 0.600–0.649 0.550–0.599 0.500–0.549 0.450–0.499 | 0.400–0.449 ≤ 0.399 Dati non disponibili |

## Descrizione

### Significato del termine sottosviluppo

La suddivisione geopolitica Nord - Sud come è tradizionalmente considerata

Il sottosviluppo è una condizione di arretratezza sociale ed economica in cui vive la popolazione di un paese rispetto ai paesi con sistemi economici più avanzati. I paesi poveri, a rallentato sviluppo economico, o in via di sviluppo, nelle analisi geopolitiche, erano inizialmente raggruppati nel cosiddetto Terzo mondo, contrapposto al Primo mondo, i paesi industrializzati ad economia capitalista, e al Secondo mondo, i paesi a economia pianificata dell'Europa socialista.
Nel 1989 la caduta del Muro di Berlino determinò la fine del vecchio assetto geopolitico, con la scomparsa del Secondo mondo. Non essendo più evidente una tripartizione in paesi con situazioni economiche diverse, il termine Terzo mondo cadde in disuso e, per parlare dei paesi poveri in via di sviluppo, si preferì parlare di Sud del mondo, riferendosi alla posizione geografica della maggior parte di essi.
La linea di confine virtuale che separa queste due regioni del mondo è chiamata, nel mondo anglosassone "Brandt line".
Si considerano come facenti parte del Sud del mondo, tutta l'Africa, l'America Latina, l'America Centrale, l'India, il Sud-est asiatico e molti paesi del medio ed estremo Oriente. All'interno di tali paesi sono distinguibili due tipi di paesi sottosviluppati: quelli con risorse e quelli senza. I primi hanno materie prime all'interno del proprio paese, che potrebbero permettere uno sviluppo economico; i secondi, non avendo né capitali, né risorse, hanno minima possibilità di sviluppo autonomo indipendente.
Per avere un quadro più preciso del grado di sviluppo di un paese, nel 1990 l'ONU ha introdotto l'Isu, l'Indice di sviluppo umano, che si ottiene dalla combinazione di tre dati: la speranza di vita alla nascita, il reddito pro capite e il tasso di alfabetizzazione.

### Classificazione dei paesi poveri
Sono tantissime le diverse classificazioni dei paesi poveri ed in genere le misure della ricchezza, delle risorse o della qualità della vita nel mondo.

### Le città

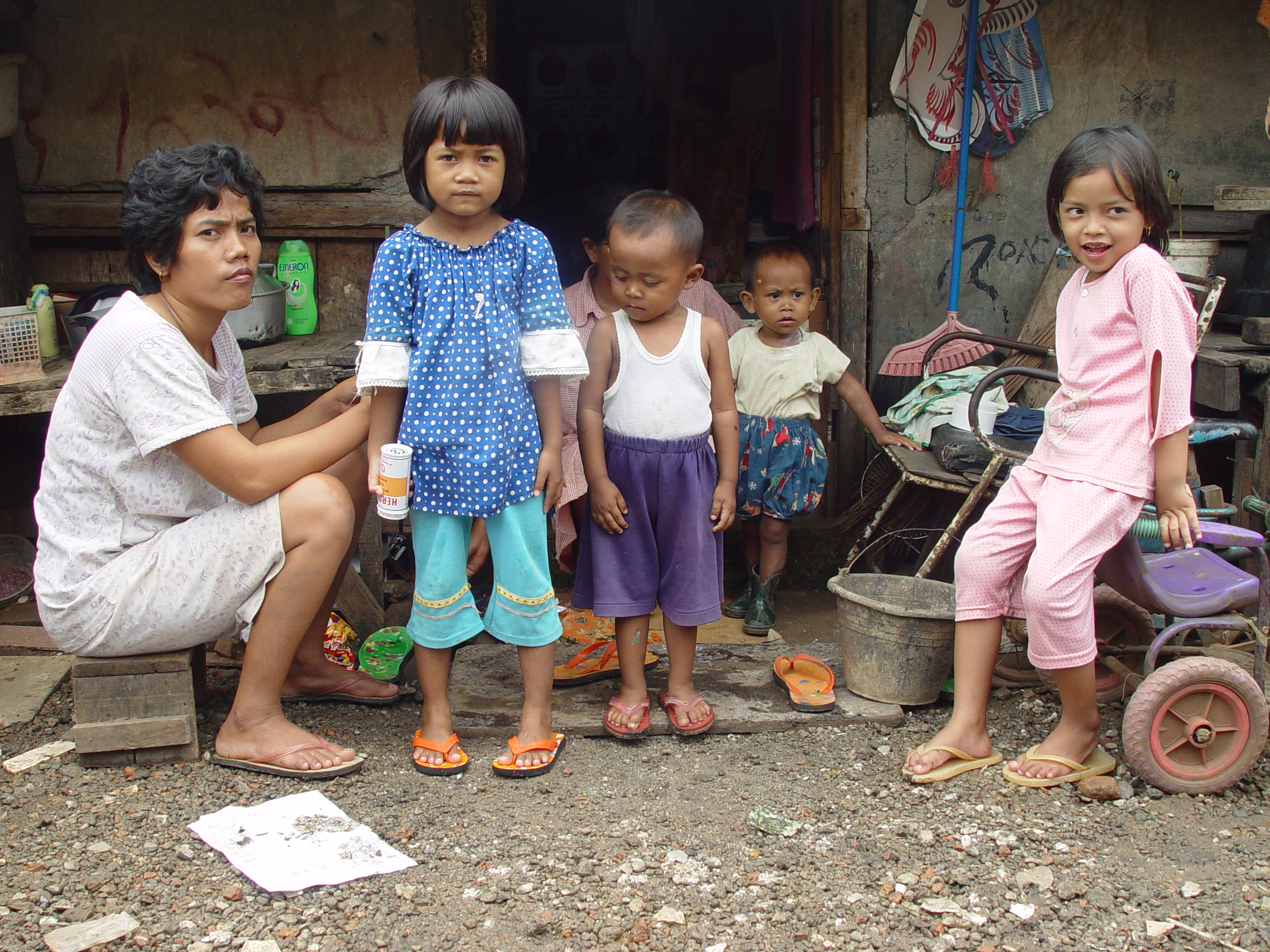
Bidonville a Giacarta

A causa delle pessime condizioni di vita, milioni di famiglie contadine si trasferiscono dai villaggi rurali alle periferie delle grandi città nella speranza di trovare lavoro e condizioni di vita migliori. Intorno alle megalopoli, si formano delle gigantesche bidonville, cioè insiemi di baracche e tuguri costruiti con mezzi di fortuna, come cartone o lamiere, che ospitano milioni di persone. Le bidonville non hanno acqua corrente, sono sprovviste di qualsiasi servizio e sono malsane. Alcuni esempi di città del Sud del mondo circondate da bidonville sono Città del Messico, Città del Capo, Bombay, Giacarta.

### Le malattie
Negli ultimi anni, grazie al miglioramento delle condizioni socio-sanitarie e allo sviluppo di farmaci efficaci e di vaccini, le malattie infettive sono diventate più prevenibili e curabili, anche se, nei paesi del Sud del mondo, esse continuano a rappresentare un enorme problema sanitario e la causa principale di mortalità della popolazione; malattie come morbillo, polmonite e infezioni intestinali sono le cause principali di mortalità infantile.
Nel Sud del mondo sono causate prevalentemente dalle cattive condizioni igieniche, dalle problematiche alimentari, dalla trasmissione di malattie tramite punture di insetti particolari come la febbre gialla e la malattia del sonno, dal clima arido in molti paesi, soprattutto dell'Africa, dalla mancanza di ospedali locali, ambulatori e altre strutture sanitarie, di personale sanitario e di farmacie.
A questo deve aggiungersi il costo dei farmaci: in molti casi essi risultano troppo costosi in rapporto al reddito delle singole famiglie ed insostenibili per i bilanci statali.
Oggi la preoccupazione sanitaria primaria è la comparsa e propagazione di nuove malattie come l'ebola, e la diffusione di altre come la dengue un tempo con areali limitati di diffusione.

### Globalizzazione e povertà

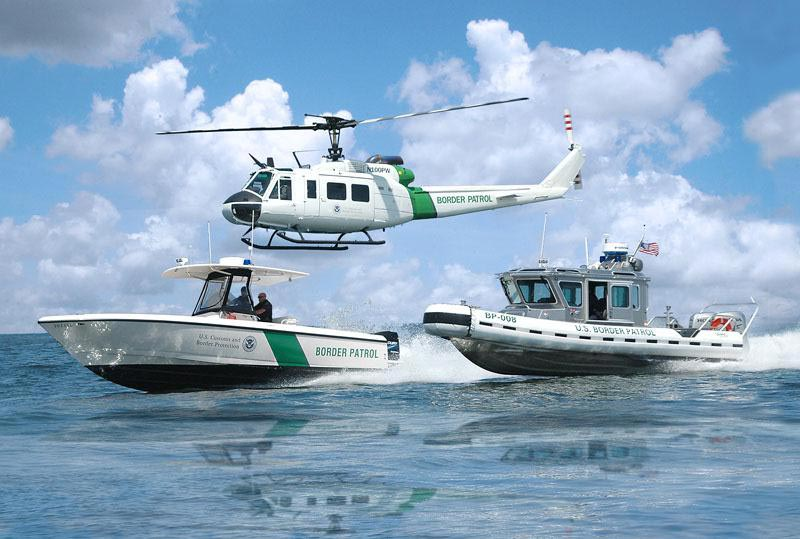
Pattugliamento di controllo dei confini marittimi contro l'immigrazione clandestina da parte dello U.S. Customs and Border Protection.

Negli ultimi vent'anni è diventata comune l'espressione “globalizzazione dell'economia” a indicare il carattere mondiale dell'economia del nuovo millennio.
Il problema mondiale più grave ed evidente dell'economia è quello della povertà estrema di almeno un miliardo e mezzo di persone, il 25% della popolazione mondiale, considerando povero chi dispone di appena un dollaro al giorno. La prosecuzione della storia economica del mondo propone questo problema che rappresenta la necessità stessa di correggere quanto è avvenuto finora: la crescita della ricchezza di una parte del mondo ha coinciso con l'aumento della povertà dall'altra parte.
Se le nuove tecnologie hanno portato indubbi benefici all'umanità, diventano sempre più gravi e drammatici gli squilibri, in particolare tra i paesi ricchi del Nord del mondo e i paesi poveri del Sud.
Ad un Occidente ricco e in calo demografico fa riscontro un Terzo mondo povero e in rapido accrescimento. Le città europee e nordamericane devono affrontare il fenomeno dell'immigrazione, spesso clandestina, che se per alcuni politici potrebbe determinare problemi di ordine sociale, per altri un modello di Società multietnica appare la risorsa con la quale garantire lo sviluppo economico e coprire, nel tempo, i vuoti di una popolazione in diminuzione.

## Cause del sottosviluppo

### Prima del colonialismo
Secondo diversi storici, le cause del sottosviluppo del sud del mondo sono da ricercarsi prima del colonialismo, le nazioni europee avrebbero dunque solo sfruttato a loro favore un sottosviluppo già esistente. A sostegno di questa tesi si cita ad esempio l'Etiopia, che nonostante sia sempre stata una nazione indipendente (eccetto per pochi anni nel ventesimo secolo) è uno degli stati più poveri del pianeta. Secondo molti anzi il colonialismo avrebbe lasciato un'eredità positiva come ad esempio strade, ferrovie, e portando una lingua comune in vaste zone.
Secondo queste teorie le cause del sottosviluppo sono quindi da ricercare nella geografia e nell'ambiente, che hanno impedito lo sviluppo di civiltà e culture più avanzate. Limitandosi per esempio al caso dell'africa subsahariana, la mancanza di colture dall'alto contenuto energetico e la presenza di specie animali difficoltose da allevare hanno reso più difficile la nascita di grandi civiltà sedentarie dove si potesse formare una numerosa classe sociale non direttamente dedita al procacciarsi il cibo,e che potesse dunque sviluppare strumenti come la scrittura e il calcolo che venivano contemporaneamente sviluppati in Europa. A prova di ciò per esempio il fatto che fatta eccezione per l'arabo portato dall'espansione islamica, nell'Africa subshariana ancora durante il medioevo non esistevano di fatto lingue scritte.
La geografia, fatta di immensi deserti e foreste impenetrabili, ha aggravato il problema, non consentendo alle diverse culture e popolazioni di avviare scambi che avrebbero potuto portare a una crescita economica e culturale.

### Colonialismo e neocolonialismo

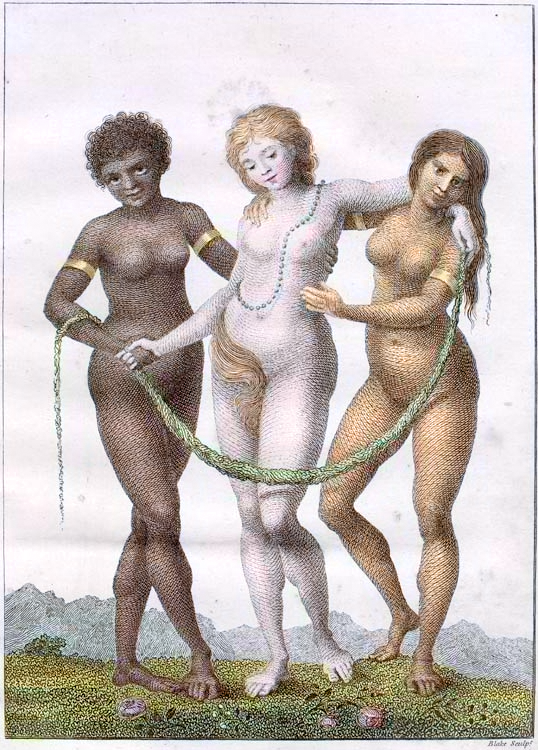
Allegoria di William Blake del 1796 mostrante l'Europa sostenuta da Africa ed America

A partire dal 1493, con la colonizzazione di Hispaniola, gli spagnoli e poi numerosi popoli europei diedero vita a grandi imperi coloniali, distruggendo dapprima le civiltà Inca, Maya ed Azteco per accaparrarsi i minerali del Sud America e realizzandovi basi coloniali con manodopera fornita dalla schiavizzazione delle popolazioni locali. Contemporaneamente olandesi, portoghesi e britannici si espansero verso l'Asia, inizialmente stabilendo rapporti commerciali.
Successivamente l'espansione europea nel mondo interessò l'America del Nord, dove inglesi e francesi avviarono un'intensa attività estrattiva, e l'Africa, usata dagli imperi coloniali per procurarsi schiavi. Quattro secoli più tardi, fra il XIX secolo e i primi anni del XX, il Sud del mondo era stato colonizzato da inglesi, francesi, olandesi, spagnoli e portoghesi, con alcune colonie controllate da belgi, italiani e tedeschi.
Negli anni successivi alla fine della seconda guerra mondiale le nuove nazioni derivanti dalle ex colonie, divenute indipendenti nel corso della seconda metà del Novecento, si sono trovate ad affrontare il compito di promuovere il proprio sviluppo economico e, non avendo a disposizione capitali e personale tecnico specializzato, sono state costretti a ricorrere all'aiuto del mondo sviluppato, rivolgendosi soprattutto ai loro ex colonizzatori. Ciò ha originato una nuova subordinazione economica, detta "neocolonialismo". I Paesi ricchi importano da quelli poveri materie prime a ad un costo piuttosto basso, perché è calato il mercato, ed esportano ad un prezzo più elevato i prodotti finiti, generando un costante “scambio ineguale”. Inoltre i Paesi industrializzati hanno installato nei Paesi del Sud del mondo industrie appartenenti alle imprese multinazionali, che approfittano del basso costo della manodopera, scarsa legislazione a protezione dei lavoratori e dell'ambiente, e sfruttando popolazione e risorse, inquinando e esportando quasi tutti i prodotti finiti.
Il tutto è aggravato dal fatto che molti Paesi del Sud del mondo devono restituire colossali somme di denaro ai paesi ricchi, ricevute in prestito, spesso utilizzato malamente, per tentare la via dell'industrializzazione forzata, si tratta del cosiddetto debito estero.
Tipo, in Madagascar, dal 1975 al 1993 quando c'era stato il regime socialista seguiva un lungo periodo di crisi economica.

### Disuguaglianze economiche interne

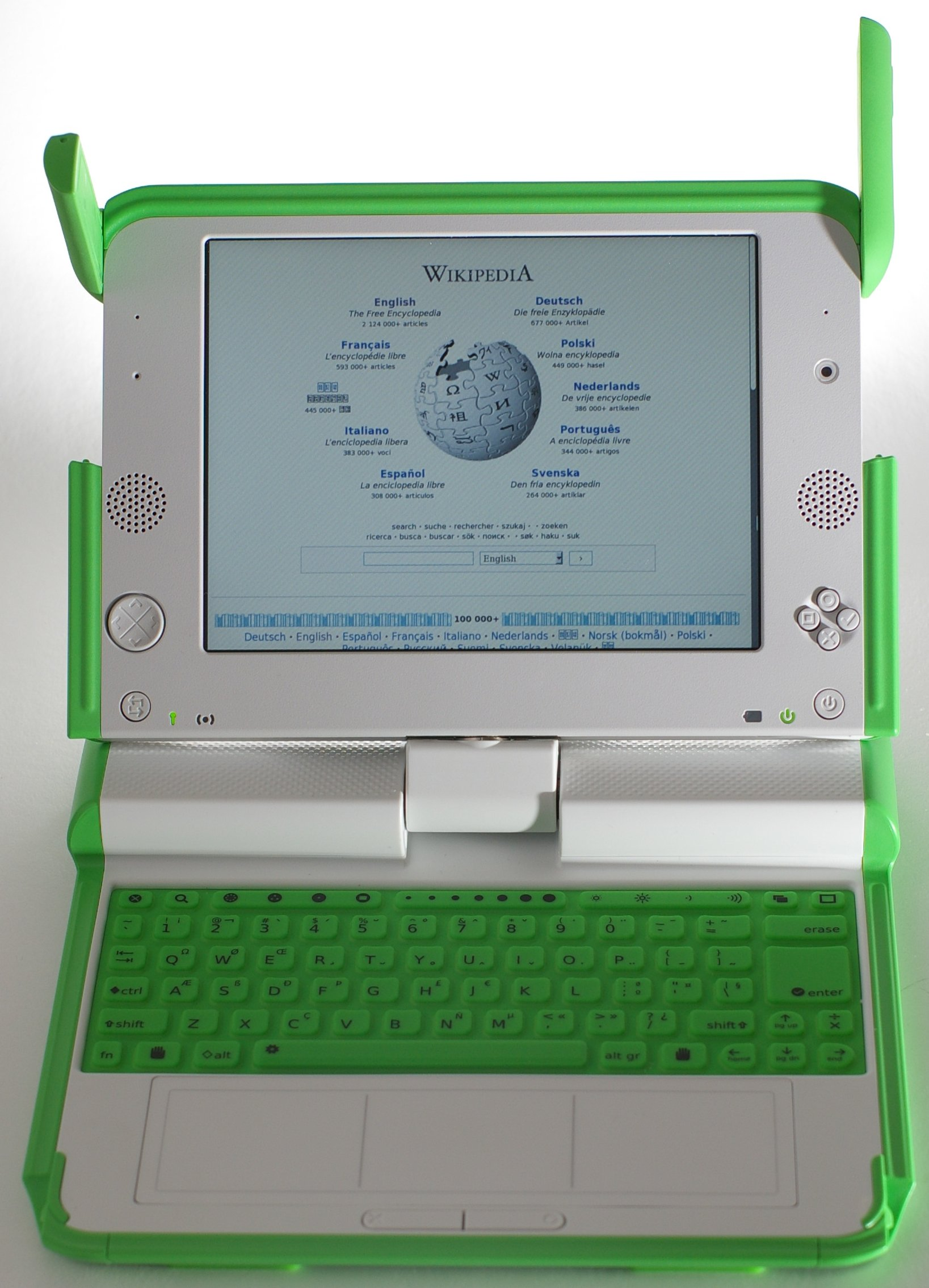
Modello di computer a basso costo progettato per lo sviluppo culturale nei paesi del Sud del mondo collegato a Internet

Una delle cause del sottosviluppo è la disuguaglianza economica; infatti ci sono pochissime persone privilegiate, proprietarie di terre e capitali e una massa di contadini poveri, molti dei quali abbandonano le campagne per cercare lavoro nelle città; nelle megalopoli del Sud del mondo si concentra così una massa di disoccupati che vive nelle bidonville.

### Sottocultura
Il grado d'istruzione e scolarizzazione è un indice importante per valutare le condizioni di vita di un popolo, infatti un analfabeta avrà meno possibilità di migliorare il proprio tenore di vita.
Anche se negli ultimi anni la scolarizzazione è aumentata, il livello medio nei paesi del sud si mantiene ancora basso. Nei paesi più poveri, molti sono i bambini che non frequentano o abbandonano la scuola perché costretti a lavorare per aiutare la famiglia; al contempo si assiste al fenomeno della emigrazione di molti laureati di questi paesi, che cercano un impiego e migliori condizioni di vita trasferendosi a vivere in paesi avanzati.
Le percentuali aumentano nel caso delle donne: il 70% degli analfabeti nel Sud del mondo è costituito appunto da donne. L'istruzione fa crescere la produttività e l'innovazione, elementi importanti per la prosperità economica. È importante anche per la stabilizzazione della popolazione poiché le donne istruite tendono a sposarsi più tardi e ad avere un minor numero di figli.
Un nuovo rischio paventato per questi paesi è dato dalla possibile crescita del divario digitale nel campo informatico e delle telecomunicazioni, che creerebbe una loro ulteriore emarginazione, mentre viceversa si indica in una diffusione capillare di Internet il mezzo per una crescita e sviluppo culturale conseguibile a basso costo.

### Un alto tasso d'incremento demografico

Previsioni ONU sullo sviluppo demografico nel mondo

Gli stati del Sud del mondo hanno un elevato, alcune volte elevatissimo, tasso di incremento demografico rispetto ai paesi ricchi, diminuito solo dall'elevata mortalità infantile. Per esempio, se l'Italia arriva a malapena al 0,10 di tasso di incremento demografico, stati come l'Afghanistan o il Madagascar superano il 3. Con questo grande aumento della popolazione, essi non sono preparati per garantire a tutti delle risorse, che diventano quindi insufficienti. La popolazione vive in miseria, con un reddito pro capite minimo.
L'agricoltura, usando mezzi e tecniche arretrati, non è in grado di soddisfare il fabbisogno interno, nemmeno con i prodotti delle piantagioni delle multinazionali, che vengono prevalentemente esportati; la gente non dispone così di un'adeguata varietà di cibo, rimanendo spesso malnutrita o denutrita.
Si calcola che oltre 2 miliardi di persone nel mondo non abbiano la possibilità di consumare una quantità di calorie sufficiente a soddisfare il loro fabbisogno giornaliero. Il clima arido, la malnutrizione e la denutrizione, le pessime condizioni igieniche causano gravi malattie.

## Economia

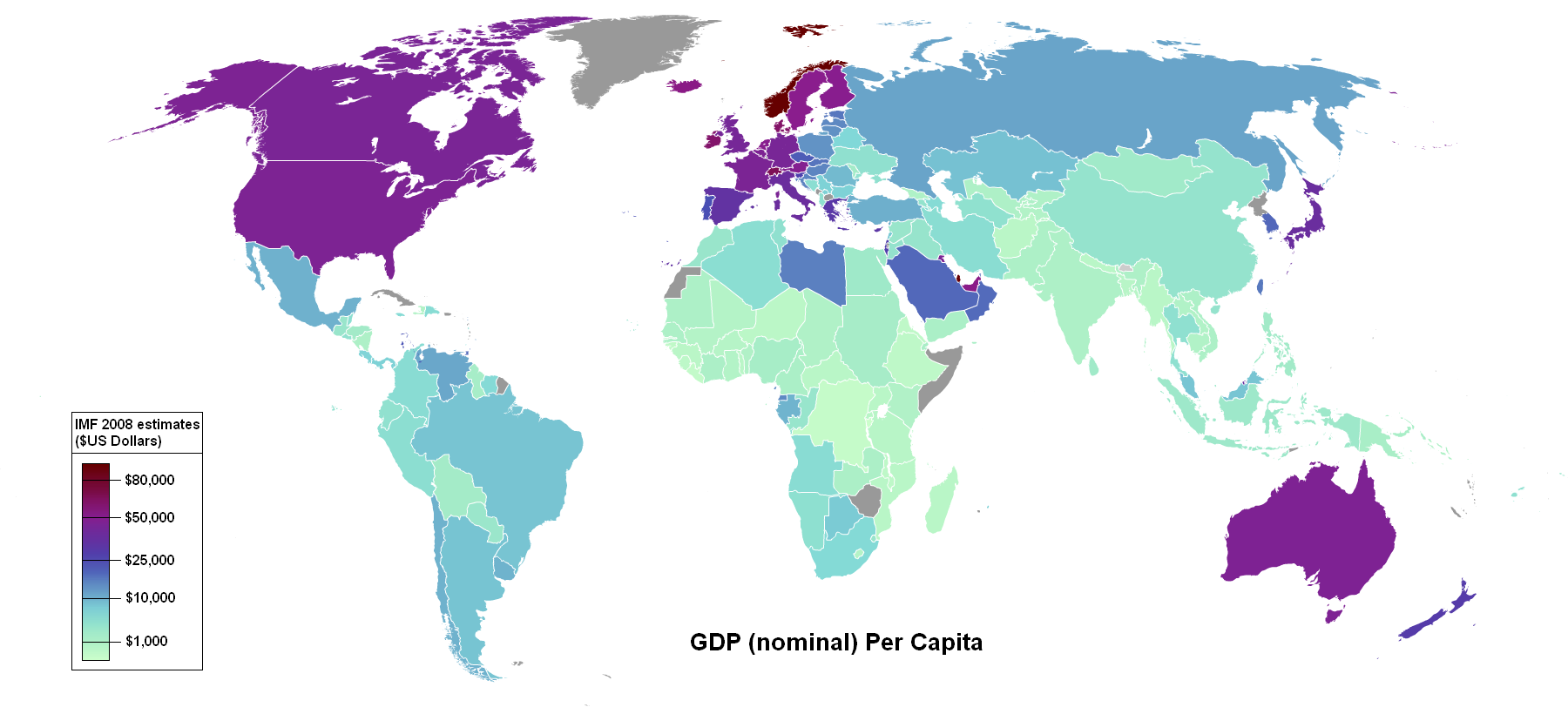
Mappa che mostra le stime del PIL delle nazioni (anno 2008)

Le condizioni economiche di tutti i paesi del Sud America e del mondo presentano oggi aspetti molto contraddittori; le industrie si trovano disperse in ampie aree agricole ancora molto arretrate; i profitti sono spesso nelle mani di poche persone, senza che le condizioni di vita della maggioranza della popolazione ne risultino sensibilmente migliorate.
La maggior parte della popolazione lavora nel settore agricolo, che si avvale di strumenti e tecniche molto arretrati e pertanto utilizza molta manodopera. Per questo l'agricoltura garantisce a malapena il minimo indispensabile (15%) per le famiglie contadine e grandi quantità di prodotti alimentari devono essere importati. Tutti i paesi poveri sono caratterizzati da vasti latifondi, dove il terreno non viene adeguatamente sfruttato e da piantagioni, appartenenti a proprietari terrieri locali o a multinazionali straniere, in cui si producono prodotti destinati prevalentemente all'esportazione: caffè, tè, cacao, tabacco, cotone.
Esistono però anche paesi che hanno iniziato una accelerato processo di sviluppo economico, come la Cina e l'India. I governi di queste nazioni hanno cercato di favorire questa trasformazione economica incrementando l'istruzione e puntando sulla ricerca scientifica nel tentativo in corso di far uscire il proprio paese dall'arretratezza e di migliorare il tenore di vita della popolazione.

### Le multinazionali

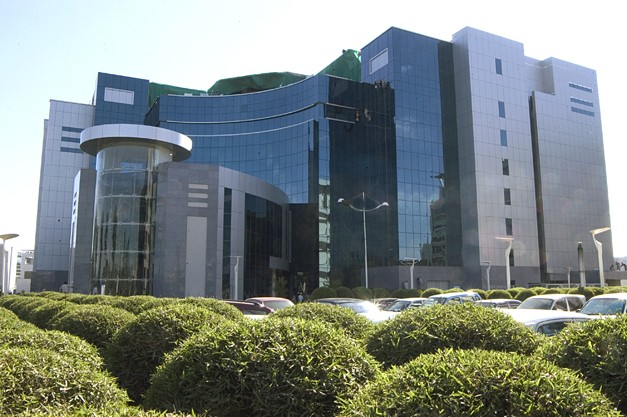
Sede del supporto tecnico della Microsoft a Bangalore, India

Il termine multinazionale indica un'impresa che ha la sede amministrativa nel proprio stato, perlopiù industrializzato, ma che ha filiali in altri paesi del mondo, in generale nei paesi sottosviluppati. In questi, infatti, ci sono diversi vantaggi per installare delle industrie:
- il basso costo della manodopera;
- l'assenza di leggi che tutelino adeguatamente l'ambiente, in modo da poter costruire fabbriche molto inquinanti vietate nei paesi ricchi.

In alcuni stati in via di sviluppo sono inoltre state create delle zone speciali, dove, in cambio di denaro, i paesi sviluppati impiantano delle industrie. Nelle zone speciali, ai vantaggi precedenti, se ne sommano degli altri, come:
- esenzione fiscale per alcuni anni;
- eliminazione di dazi per l'importazioni di materiali e attrezzature e per l'esportazione di prodotti finiti;
- per gli investitori sono disponibili terreni edificabili attrezzati di servizi industriali e capannoni.

La popolazione dei paesi arretrati trae pochi benefici, perché ciò che producono le multinazionali viene esportato. La potenza delle multinazionali a volte è così rilevante che esse riescono ad imporre i propri interessi ai paesi in cui sono localizzate e in qualche caso a superare il PIL del paese in cui operano.

### Paesi del sud del mondo produttori di petrolio
Fra i paesi del Sud del mondo con risorse vi sono alcuni che possiedono giacimenti di petrolio all'interno del loro territorio.
Molti di loro lo esportano a causa del debole consumo interno per la scarsa popolazione o per il limitato livello di sviluppo economico. Fra i paesi in via di sviluppo produttori di petrolio si trovano: Arabia Saudita, Emirati Arabi, Libia, Iran, Nigeria, Messico, Iraq e Venezuela.

## Degrado ambientale
Le alterazioni degli ecosistemi non riguarda solo le aree ricche e industrializzate del mondo, ma anche gran parte dei paesi del Sud del mondo. La povertà è la causa principale di alcuni tra i più gravi fenomeni di degrado ambientale, come la desertificazione e la deforestazione di territori sempre più vasti. Ciò accade a causa dell'eccessivo sfruttamento delle risorse del territorio da parte della popolazione, ridotta all'estrema miseria e da parte di governi indeboliti.

### La desertificazione
La desertificazione è causata dall'eccessivo sfruttamento dei terreni attraverso l'agricoltura, intensificata per far fronte al fabbisogno interno. Le continue arature facilitano lo sgretolamento del terreno già fragile a causa del clima arido e aumentano l'asportazione dell'humus. Molti terreni agricoli diventano perciò improduttivi ed invasi dalle sabbie del deserto, che avanzano inesorabili.

### La deforestazione

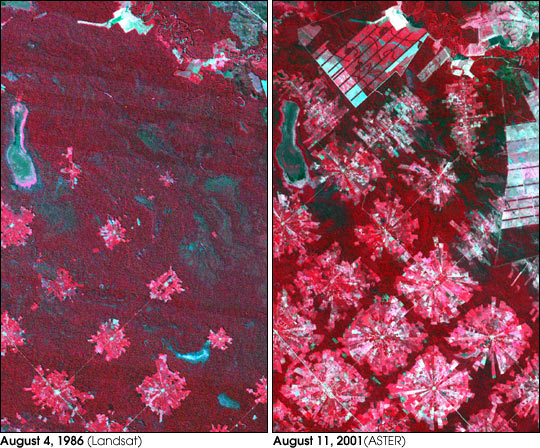
Immagini satellitari documentanti la progressiva deforestazione in Bolivia per espandere piantagioni di semi di soia.

L'uomo pratica la deforestazione (o disboscamento) principalmente per due motivi:
- ottenere legno pregiato, come il tek, l'ebano, il mogano;
- far spazio a strade, nuovi campi, pascoli o nuove piantagioni monocultive.

La deforestazione comporta delle gravi conseguenze:
- il terreno, non più protetto dagli alberi, va incontro a un rapido processo di degrado e isterilimento;
- sui rilievi, la scomparsa delle foreste favorisce il formarsi di frane e smottamenti, perché il terreno non è più protetto dalla presenza di alberi;
- varie specie animali e vegetali rischiano l'estinzione;
- grandi foreste fortemente minacciate dalla deforestazione, come la Foresta Amazzonica, sono i "polmoni verdi" della Terra: la loro scomparsa significherebbe una diminuzione di ossigeno nell'atmosfera;
- tribù primitive che vivono nelle foreste rischiano di doverle abbandonare e cercare di integrarsi nella società moderna.

### I paesi poveri: la discarica dei paesi ricchi
Molti paesi poveri, nel tentativo di ottenere un minimo livello di benessere economico, sono disposti ad ospitare sul loro territorio impianti pericolosi appartenenti alle imprese delle nazioni industrializzate, anche grazie all'assenza di leggi che tutelino l'ambiente.
Inoltre molti governi, corrotti, accolgono sul loro territorio milioni di tonnellate di rifiuti tossici o radioattivi.

## Collaborazione per uno sviluppo sostenibile

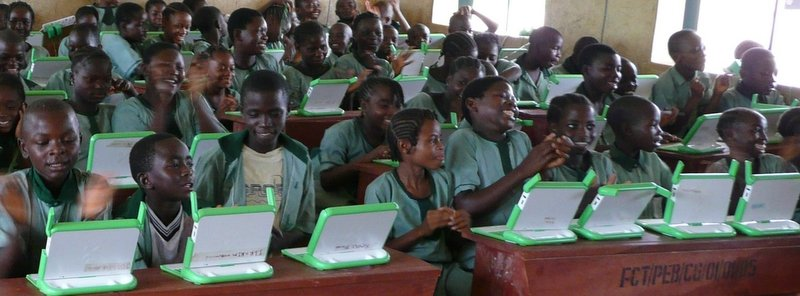
Studenti nigeriani con il computer a basso costo, sviluppato per i Paesi emergenti

Per proteggere l'ambiente è necessario migliorare il tenore di vita del Sud del mondo. È quindi anche negli interessi delle nazioni industrializzate aiutare i Paesi in via di sviluppo, nell'interesse di proteggere la Casa Comune per costruire un futuro accettabile.
La maggior parte delle tecnologie che lo assicureranno esistono già o sono in fase di studio avanzato: tecnologie di energie rinnovabili; sistemi ad alto rendimento energico; sistemi di controllo con microprocessori; progetti di riciclaggio globale; colture vegetali selettive; sistemi di capitalizzazione dei rifiuti umani ed animali, e altro ancora.
L'elenco di queste tecnologie non è esattamente conforme alla definizione di "sostenibilità" ma costituisce un notevole progresso rispetto alla situazione attuale. Ma è probabile che alcune delle tecnologie causino problemi o effetti collaterali imprevisti e indesiderati. Inoltre gli interventi tecnici non possono che portare a soluzioni parziali: dimezzare l'inquinamento per vettura se nel frattempo raddoppia il numero dei veicoli in circolazione non porta alcun vantaggio. Solo una combinazione di nuove tecnologie e di diversi valori può offrire una seria speranza.

### Gli aiuti dal nord del mondo
Ormai molti paesi sottosviluppati possono cercare di migliorare le loro condizioni solo con aiuti da nazioni sviluppate e dalle associazioni internazionali, che hanno più volte varato e tuttora varano programmi di aiuto ai paesi in via di sviluppo, tramite la spedizione di viveri, prestiti a fondo perduto, organizzazioni di medici (come "Medici senza frontiere") che possano curare le gravi malattie diffuse fra la popolazione.
La distribuzione dei prodotti sul posto spesso si è rivelata carente a causa dei precari sistemi di trasporto, della disorganizzazione delle pubbliche amministrazioni o persino dall'accaparramento delle merci migliori da parte di privilegiati.
Si è inoltre deciso di non avviare progetti di costruzione di opere e infrastrutture colossali, bensì mirare a piccoli progetti, soprattutto in campo agricolo. Per esempio, in alcuni paesi, con i finanziamenti del Nord del mondo, sono state costruite grandi dighe inutilizzate a causa delle insufficienti conoscenze dei tecnici locali o anche solo per la mancanza di pezzi di ricambio. Piccoli interventi come la costruzione di pozzi artesiani e la manutenzione di minime reti di irrigazione risultano ben più efficienti.

## Voci correlate

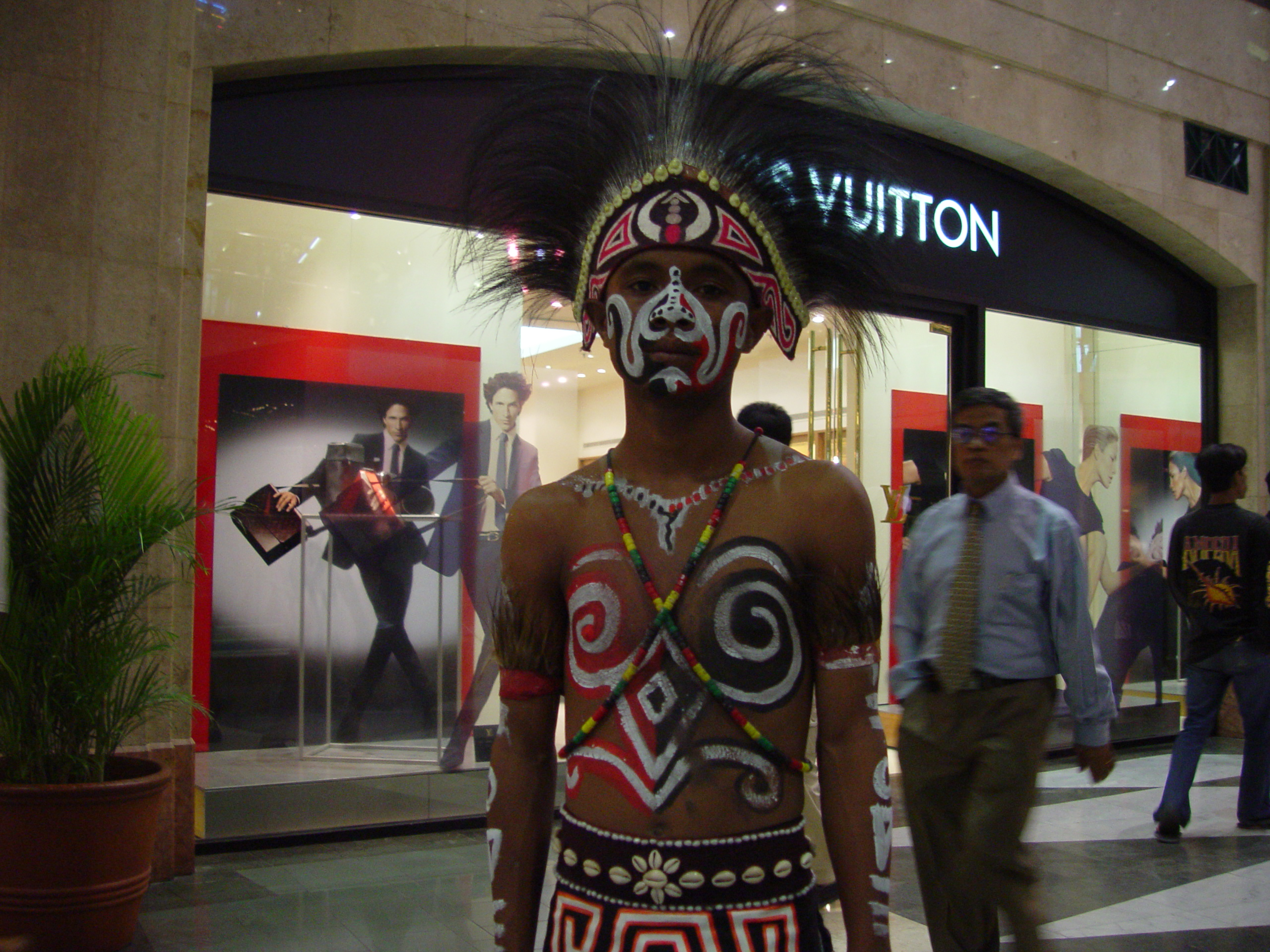
Strada di Giacarta: il rapido sviluppo economico di alcune aree dei paesi del Sud, introduce modelli culturali estranei alla storia del paese e incrementa gli squilibri interni tra popolazione ricca e povera